# La lección de anatomía
La Lección de Anatomía es una obra de teatro argentina de 1972, con autoría de Carlos Mathus, que se representó ininterrumpidamente durante treinta y seis años y se repuso a partir de 2017.
Es conocida por ser la obra en la que los actores aparecen totalmente desnudos. Sin embargo, la escena de desnudez solo dura unos pocos minutos, y sirve para ilustrar la idea de que el ser humano no se muestra realmente como es, escondiéndose detrás de la ropa, los accesorios y las actitudes. La obra trata del ser humano y su lugar en la sociedad, del miedo a la muerte, la soledad, las frustraciones, los fracasos, la autodestrucción.   
Se presentó por primera vez el 2 de diciembre de 1972 en el Hotel Sheraton de Buenos Aires, durante el primer Congreso Mundial de Medicina Psicosomática, y en marzo de 1973 se inició la temporada oficial en el Theatron. Los actores de esa primera representación fueron Antonio Leiva, Georgina Ginastera, Ariel Bianco, María Sibonnet, Arnaldo Colombarolli, María Elisa Carlevaro y Roberto Lazcano.
La Lección de Anatomía se presentó en muchos teatros de la ciudad de Buenos Aires -Tabarís, Theatron, Teatro Variedades Concert, Teatro Empire, Blanca Podestá, Ateneo, Alfil, Lorange, Esmeralda, Arte Belgrano, La Comedia, Bauen, Gloria, entre muchos otros-, en más de un centenar de ciudades de la Argentina y en otros países: Austria, Brasil, Chile, España, Paraguay, Uruguay y Venezuela. También participó en numerosos festivales internacionales.

## Reposición
Entre 2017 y 2019 la obra regresó al teatro con una puesta actualizada, bajo la dirección de Antonio Leiva y asimismo se filmó un documental con parte de los ensayos y la producción del regreso teatral en Buenos Aires.

## Actores
Quienes trabajaron en La Lección de Anatomía no eran actores reconocidos en el momento de su participación; muchos de ellos iniciaron su carrera actoral con esta obra. Desde 1972 la representaron más de ochocientos actores. Algunos de los actores debutantes que continuaron con su carrera:
- Alicia Aller [1]
- Carlos Calvo (1973) [1]
- Cecilia Cenci [8]
- Claudio Gallardou [9]
- Cristian Palacios (1995)
- Daniel Fanego (1977) [8]
- Emma Cohen
- Esther Goris [8]
- Gustavo Garzón (1978) [1]
- Hermes Molaro [10]
- Jorge Mayorano (1973) [1]
- Julieta Serrano
- Liliana Pécora [1]
- Martín Aragón
- Martín Lavini (2003)
- Mónica Navarro
- Mausi Martínez
- Noemí Morelli
- Osvaldo Guidi [9]
- Osvaldo Peluffo [11]
- Susana Torales [9]
- Virginia Innocenti [8]

## Premios
- Carlos Mathus recibió una mención especial en los premios ACE 1992, otorgado por la Asociación de Cronistas del Espectáculo de la Argentina, por los veinte años de representación de La Lección de Anatomía.[12]